# Microcreagris formosana
Microcreagris formosana är en spindeldjursart som beskrevs av Edvard Ellingsen 1912. Microcreagris formosana ingår i släktet Microcreagris och familjen helplåtklokrypare. Inga underarter finns listade i Catalogue of Life.